# Puffball
Pour plus de détails, voir Fiche technique et Distribution.
Puffball est un film britannique réalisé par Nicolas Roeg, sorti en 2007. C'est l'adaptation du roman du même nom de Fay Weldon publié en 1980.

## Synopsis
Liffey est une jeune architecte ambitieux qui s’installe dans une vallée irlandaise isolée et sinistre pour travailler sur un projet d’architecture moderne. Le chalet en ruine ainsi que le terrain qu’elle utilisera sont un cadeau de son fiancé Richard. C'est aussi l’ancienne maison de Molly, la matriarche âgée d’une famille d’agriculteurs vivant de l’autre côté des bois. La fille de cette dernière s'appelle Mabs, elle-même mère de trois filles et épouse du fermier Tucker. Aujourd’hui âgée d’une quarantaine d’années, Elle veut un autre bébé, un garçon pour soit hériter de la ferme soit être à nouveau enceinte.
Mabs et Molly utiliseront la magie noire pour arriver à leurs fins mais c'est Liffey qui tombe enceinte après avoir couché avec Richard et Tucker, ce qui fait croire à tout le monde que son bébé est celui de Tucker. Mabs demande à nouveau l’aide de Molly pour tuer le bébé en faisant croire à une fausse couche. La fille aînée de Mabs aide Liffey à combattre avec succès le sort. À la fin, Mabs est enfin enceinte de son propre enfant, un garçon.

## Fiche technique
- Titre français : Puffball
- Réalisation : Nicolas Roeg
- Scénario : Dan Weldon d'après Fay Weldon
- Pays d'origine : Royaume-Uni
- Format : Couleurs - 35 mm - 1,85:1 - Dolby Digital
- Genre : drame, fantasy, horreur
- Durée : 120 minutes
- Date de sortie : 2007

## Distribution
- Kelly Reilly : Liffey
- Miranda Richardson : Mabs Tucker
- Rita Tushingham : Molly
- Oscar Pearce : Richard
- William Houston : Tucker
- Donald Sutherland : Lars
- Leona Igoe : Audrey
- Tina Kellegher : Carol
- Pat Deery : docteur Holmes